# Pterodiscus aurantiacus
Pterodiscus aurantiacus är en sesamväxtart som beskrevs av Friedrich Welwitsch. Pterodiscus aurantiacus ingår i släktet Pterodiscus och familjen sesamväxter. Inga underarter finns listade i Catalogue of Life.